# اچ‌دی ۲۴۰۴۰
اچ‌دی ۲۴۰۴۰ یک ستاره است که در صورت فلکی ثور قرار دارد.